# Pidonia kyushuensis
Pidonia kyushuensis là một loài bọ cánh cứng trong họ Cerambycidae.